# Qadiriyya
La Qādiriyya (in arabo ﻗﺎﺩﺭﻳـة‎?) è la più antica e tuttora maggiormente diffusa confraternita mistica del mondo islamico.
Fu fondata da ʿAbd al-Qādir al-Gīlānī, sufi hanbalita di Baghdad, direttore di una madrasa (scuola religiosa) e di un ribāṭ (all'epoca un vero e proprio romito in cui si tenevano esercizi spirituali).
Diffusa presto in tutto il mondo islamico, la Qādiriyya si affermò in Maghreb, in al-Andalus, in Asia Minore, in Arabia, nell'Africa musulmana e, naturalmente, in Iraq.
La Qādiriyya svolse un ruolo da protagonista nella resistenza algerina al colonialismo francese, anche perché l'Emiro Abd el-Kader vi apparteneva (essendo il figlio di Muhyi al-Dīn, capo della confraternita in Algeria).